# Llista de topònims d'Estagell
Llista de topònims (noms propis de lloc) d'Estagell (Rosselló).
Informació actualitzada per un bot. Els canvis manuals es perdran quan s'actualitzi!

## capella
| imatge | Nom                                  | Ubicat a | instància de        | Detalls | coordenades                                                        | Protecció | Commons (més fotos)                          | Dades a WD                    |
| ------ | ------------------------------------ | -------- | ------------------- | ------- | ------------------------------------------------------------------ | --------- | -------------------------------------------- | ----------------------------- |
|        | La Immaculada d'Estagell             | Estagell | capella             |         | 42° 46′ 23″ N, 2° 41′ 50″ E / 42.77310556°N,2.69717778°E 76.1 msnm |           | Chapelle de l'Immaculée-Conception d'Estagel | Modifica les dades a Wikidata |
|        | Mare de Déu de Montserrat d'Estagell | Estagell | capella Ús: capella |         | 42° 46′ 17″ N, 2° 41′ 34″ E / 42.77141944°N,2.69284722°E 78.6 msnm |           | Chapelle Notre-Dame-de-Montserrat d'Estagel  | Modifica les dades a Wikidata |

## cementiri
| imatge | Nom                            | Ubicat a | instància de | Detalls     | coordenades                                                     | Protecció                   | Commons (més fotos) | Dades a WD                    |
| ------ | ------------------------------ | -------- | ------------ | ----------- | --------------------------------------------------------------- | --------------------------- | ------------------- | ----------------------------- |
|        | Cementiri d'Estagell           | Estagell | cementiri    |             | 42° 46′ 12″ N, 2° 41′ 53″ E / 42.769882°N,2.698193°E            |                             |                     | Modifica les dades a Wikidata |
|        | cementiri visigòtic d'Estagell | Estagell | cementiri    | 5th century | 42° 46′ 03″ N, 2° 41′ 35″ E / 42.7675°N,2.69305°E fr:Les Tombes | monument històric catalogat |                     | Modifica les dades a Wikidata |

## església
| imatge | Nom                    | Ubicat a | instància de          | Detalls                                        | coordenades                                                                     | Protecció                     | Commons (més fotos)                             | Dades a WD                    |
| ------ | ---------------------- | -------- | --------------------- | ---------------------------------------------- | ------------------------------------------------------------------------------- | ----------------------------- | ----------------------------------------------- | ----------------------------- |
|        | Sant Esteve d'Estagell | Estagell | església edifici      | Anomenat per: Esteve màrtir                    | 42° 46′ 24″ N, 2° 41′ 56″ E / 42.7732°N,2.6989°E Catalunya del Nord 75.7 msnm   | monument històric inventariat | Église Saint-Vincent-et-Saint-Etienne d'Estagel | Modifica les dades a Wikidata |
|        | Sant Vicenç d'Estagell | Estagell | església Ús: església | Estil: art preromànic Dedicat a: Vicenç d'Osca | 42° 46′ 26″ N, 2° 42′ 17″ E / 42.7738°N,2.70467°E Catalunya del Nord 112.6 msnm |                               | Église Saint-Vincent d'Estagel                  | Modifica les dades a Wikidata |

## obra escultòrica
| imatge | Nom                       | Ubicat a | instància de                        | Detalls                                                    | coordenades                                                                           | Protecció                                                           | Commons (més fotos)                | Dades a WD                    |
| ------ | ------------------------- | -------- | ----------------------------------- | ---------------------------------------------------------- | ------------------------------------------------------------------------------------- | ------------------------------------------------------------------- | ---------------------------------- | ----------------------------- |
|        | monument a Francesc Aragó | Estagell | obra escultòrica obra d'art perduda | Creador: Alexandre Oliva 1865 Estat: enderrocat o destruït | No/unknown value                                                                      | Objecte inclòs en l'Inventari general del patrimoni cultural (IGPC) |                                    | Modifica les dades a Wikidata |
|        | monument a Francesc Aragó | Estagell | obra escultòrica                    | Creador: Marcel Homs 1955                                  | 42° 46′ 20″ N, 2° 41′ 58″ E / 42.772352777777776°N,2.699430555555556°E fr:Place Arago |                                                                     | Statue de François Arago à Estagel | Modifica les dades a Wikidata |

## port de muntanya
| imatge | Nom              | Ubicat a          | instància de     | Detalls | coordenades                                                       | Protecció | Commons (més fotos) | Dades a WD                    |
| ------ | ---------------- | ----------------- | ---------------- | ------- | ----------------------------------------------------------------- | --------- | ------------------- | ----------------------------- |
|        | Coll del Ginebre | Estagell Montner  | port de muntanya |         | 42° 44′ 18″ N, 2° 42′ 48″ E / 42.738302777778°N,2.7133388888889°E |           |                     | Modifica les dades a Wikidata |
|        | Collada Gran     | Estagell Talteüll | port de muntanya |         | 42° 46′ 54″ N, 2° 42′ 32″ E / 42.781619°N,2.708944°E              |           |                     | Modifica les dades a Wikidata |

## Misc
| imatge | Nom                          | Ubicat a           | instància de                          | Detalls                                                  | coordenades                                                                                 | Protecció                     | Commons (més fotos) | Dades a WD                    |
| ------ | ---------------------------- | ------------------ | ------------------------------------- | -------------------------------------------------------- | ------------------------------------------------------------------------------------------- | ----------------------------- | ------------------- | ----------------------------- |
|        | Aglí                         | Pirineus Orientals | riu                                   | Desemboca: mar Mediterrània Llarg: 81.7km Conca: 1055km² | 42° 46′ 45″ N, 3° 02′ 20″ E / 42.77916667°N,3.03888889°E 4 msnm                             |                               | Agly                | Modifica les dades a Wikidata |
|        | Bosc Comunal d'Estagell      | Estagell           | bosc comunal                          |                                                          |                                                                                             |                               |                     | Modifica les dades a Wikidata |
|        | Collada Baixa                | Estagell Talteüll  | collada                               |                                                          | 42° 47′ 03″ N, 2° 43′ 12″ E / 42.784131°N,2.720058°E                                        |                               |                     | Modifica les dades a Wikidata |
|        | Mont d'Estagell              | Estagell           | muntanya                              |                                                          | 42° 47′ 20″ N, 2° 42′ 55″ E / 42.78885°N,2.715211111111111°E 186.2 msnm                     |                               |                     | Modifica les dades a Wikidata |
|        | casa de la vila d'Estagell   | Estagell           | instal·lació Ús: seu del govern local |                                                          | 42° 46′ 23″ N, 2° 41′ 52″ E / 42.7731440631622°N,2.69779124202513°E fr:66310 ESTAGEL        |                               |                     | Modifica les dades a Wikidata |
|        | dolmen del Camp de l'Arquet  | Estagell           | dolmen                                | Estat: enderrocat o destruït                             |                                                                                             |                               |                     | Modifica les dades a Wikidata |
|        | estació d'Estagell           | Estagell           | estació de ferrocarril                |                                                          | 42° 46′ 36″ N, 2° 41′ 55″ E / 42.776664°N,2.698644°E 80 msnm                                |                               | Gare d'Estagel      | Modifica les dades a Wikidata |
|        | monument als morts de guerra | Estagell           | memorial de guerra                    | Creador: Gustau Violet                                   | 42° 46′ 12″ N, 2° 41′ 53″ E / 42.769916°N,2.698065°E fr:boulevard Victor Hugo 66310 Estagel | monument històric inventariat |                     | Modifica les dades a Wikidata |